# Edward Waddington
Edward Waddington (1670 ?-1731) est un prélat anglais, évêque de Chichester de 1724 à 1731.

## Biographie
Waddington est né à Londres en 1670 ou 1671. Il fait ses études au Collège d'Eton et est admis au King's College de Cambridge le 30 juin 1687, obtenant son diplôme de BA en 1691 et de MA en 1695, et DD en 1710. Il est élu membre du King's College et nommé aumônier de l'évêque de Lincoln. En 1698, son grand-père mourant et lui laissant une succession de 500 £ par an, il démissionne en même temps de sa bourse, présentant au collège douze volumes in-folio, intitulés « Thesaurus Antiquitatum Romanorum », collectés par Grævius.
Le 1er octobre 1702, il est présenté par la couronne au presbytère de Wexham, près d'Eton dans le Buckinghamshire. Il est institué recteur de All Hallows the Great à Thames Street le 12 septembre 1712, est nommé aumônier ordinaire de George Ier en 1716 et est élu membre de l'Eton College le 9 novembre 1720. À la mort de John Adams le 29 janvier 1720, il se présente à l'élection comme prévôt du King's College, mais est battu par Andrew Snape. Le 11 octobre 1724, il est consacré évêque de Chichester en remplacement de Thomas Bowers. Il trouve le palais épiscopal en ruine et le réaménage à ses frais. En 1730, il entre dans une controverse avec Nathaniel Lardner sur la poursuite de Thomas Woolston pour avoir écrit contre la réalité des miracles du Christ. Le plaidoyer de Lardner pour la liberté de déclaration ne rencontre pas l'approbation de Waddington.

## Famille
Waddington est mort sans descendance à Chichester le 8 septembre 1731 et est enterré dans la cathédrale. Il est un bienfaiteur libéral à Eton, auquel il laisse sa bibliothèque. Il se marie, le 20 juin 1699, à Frances, fille de Jonathan Newey de Worcestershire. Elle meurt le 5 septembre 1728. L'essentiel de la fortune de Waddington passe à ses nièces, dont une, Elizabeth Price, en 1731 fait un mariage d'emballement avec Isaac Maddox (en) à un moment son aumônier et ensuite évêque de Worcester .
Waddington est l'auteur de plusieurs sermons publiés. Son portrait est peint par Hamlet Winstanley, et gravé par John Faber le Jeune.